# JP den Tex
JP den Tex (Arnhem, 17 februari 1950) is een Nederlands singer-songwriter.
Hij is een zoon van de kunstschilder Kees den Tex (1916-1997). Zijn broer Emile den Tex is ook musicus. Hij is een neef van de schrijver Charles den Tex.

## Leven en werk
Jan Piet (later simpelweg JP) waagde zich in de vroege zeventiger jaren als één der eersten aan een originele Nederlandse adaptatie van Amerikaanse countryrock, tegenwoordig bekend als americana. Geïnspireerd door onder andere Neil Young, The Band en de Britse groep Traffic verscheen in 1971 het album Little Heroes van de Bergense groep Tortilla, waarvan ook zijn zingende broer Emile deel uitmaakte.
Via deelname aan allerlei bands (waarvan Vitesse de bekendste is) belandde Den Tex, aan het begin van de jaren tachtig, bij de platenmaatschappij van Radio Luxemburg. Daar begon zijn carrière als zanger/liedjesschrijver. Enkele bekendere albums in zijn muzikale oeuvre zijn Heartbeat (1980), A Quiet Street In Paris (1986), Emotional Nomads (1998), Bad French (2007) en Speak Diary (2011). Naar aanleiding van het studioalbum 'Emotional Nomads' maakte filmer Jindra Markus in 2005 een lange documentaire, die de achtergronden rond het tot stand komen van die cd belichtte. Van 2006 tot 2008 was Den Tex de muzikale coach van het bandje Wimpie en de Domino's - een collectief van muzikanten met een verstandelijke beperking.
In 2013 publiceerde Uitgeverij In De Knipscheer Morgen Wordt Het Beter, een bundel korte verhalen waarin Den Tex met weemoed en ironie terugkijkt op zijn jeugdjaren. Bijna gelijktijdig verscheen de live cd Storyteller – Live at Le Perron waarop een aantal van zijn mooiste liedjes werd samengebracht, geselecteerd door fans via Facebook. Tegenwoordig houdt Den Tex zich – na diverse uitstapjes in het theater, waaronder de succesvolle tournees Op Weg Naar Huis (2007) en De Vertalingen (2022) met Kees Prins en Paul de Munnik – ook op het podium bezig met verhalen vertellen.
In 2015 bracht Cavalier Recordings in samenwerking met Stichting Vluchteling een single uit (One World) waarvan de artiestenopbrengst geheel ten goede kwam aan het lot van Syrische vluchtelingen. In 2017 kwam bij ditzelfde label het puur akoestische album Wolf! uit, met medewerking van gitariste Yvonne Ebbers en violist Diederik van Wassenaer. "The Starlight Adventure" (2022) is zijn meest recente creatie, het betreft een klassieke song cycle. De zanger schreef het album samen met pianist Rob van Donselaar, die ook de muzikale productie verzorgde. De liedjes vormen een thematische eenheid en vertellen het verhaal van een door Europa rondreizend muzikantencircus aan het begin van de jaren negentig van de vorige eeuw.